# Portada/Prova/efemèride desembre 28
Chuan Monleón cantant en el seu conchunt, Orchatera Sonit Sístem
« 27 de disiembre · 28 de disiembre · 29 de disiembre »